# Hamilton (Washington)
Pour les articles homonymes, voir Hamilton.
Hamilton est une localité du comté de Skagit, dans l’État de Washington, aux États-Unis. Sa population s’élevait à 301 habitants lors du recensement de 2010, estimée à 309 habitants en 2017.

## Démographie
| Groupe            | Hamilton | Washington | États-Unis |
| ----------------- | -------- | ---------- | ---------- |
| Blancs            | 90,4     | 77,3       | 72,4       |
| Métis             | 4,0      | 4,7        | 2,9        |
| Autres            | 3,7      | 16,5       | 23,8       |
| Amérindiens       | 2,0      | 1,5        | 0,9        |
| Total             | 100      | 100        | 100        |
|                   |          |            |            |
| Latino-Américains | 4,3      | 11,2       | 16,7       |

Selon l'American Community Survey, pour la période 2011-2015, 97,38 % % de la population âgée de plus de 5 ans déclare parler anglais à la maison, alors que 2,62 % déclare parler l'allemand.